# Vakuf (Foča, BiH)
Vakuf je naseljeno mjesto u općini Foči, Republika Srpska, BiH. Popisano je kao samostalno naselje na popisu 1961., a na kasnijim popisima ne pojavljuje se, jer je 1962. skupa s Hoćevom pripojeno Borju. (Sl.list NRBiH, br.47/62). U blizini je Dikanj Vakuf.

## Stanovništvo
| Narod     | Popis 1961. |
| --------- | ----------- |
| Hrvati    |             |
| Muslimani | 45          |
| Srbi      | 59          |
| ostali    | 15          |
| Ukupno    | 119         |